# Screen Actors Guild Awards 2009
La quindicesima cerimonia del Premio SAG si è tenuta il 25 gennaio 2009 allo Shrine Exposition Center di Los Angeles.
Le candidature sono state annunciate da Angela Bassett e Eric McCormack il 18 dicembre 2008 al Los Angeles' Pacific Design Center's Silver Screen Theater.

## Cinema

### Migliore attore protagonista
- Sean Penn – Milk
- Richard Jenkins – L'ospite inatteso (The Visitor)
- Frank Langella – Frost/Nixon - Il duello (Frost/Nixon)
- Brad Pitt – Il curioso caso di Benjamin Button (The Curious Case of Benjamin Button)
- Mickey Rourke – The Wrestler

### Migliore attrice protagonista
- Meryl Streep – Il dubbio (Doubt)
- Anne Hathaway – Rachel sta per sposarsi (Rachel Getting Married)
- Angelina Jolie – Changeling
- Melissa Leo – Frozen River - Fiume di ghiaccio (Frozen River)
- Kate Winslet – Revolutionary Road

### Migliore attore non protagonista
- Heath Ledger – Il cavaliere oscuro (The Dark Knight)
- Josh Brolin – Milk
- Robert Downey Jr. – Tropic Thunder
- Philip Seymour Hoffman – Il dubbio (Doubt)
- Dev Patel – The Millionaire (Slumdog Millionaire)

### Migliore attrice non protagonista
- Kate Winslet – The Reader - A voce alta
- Amy Adams – Il dubbio (Doubt)
- Penélope Cruz – Vicky Cristina Barcelona
- Viola Davis – Il dubbio (Doubt)
- Taraji P. Henson – Il curioso caso di Benjamin Button (The Curious Case of Benjamin Button)

### Miglior cast
- The Millionaire (Slumdog Millionaire)
Rubina Ali, Tanay Hemant Chheda, Ashutosh Lobo Gajiwala, Azharuddin Mohammed Ismail, Anil Kapoor, Irrfan Khan, Ayush Mahesh Khedekar, Tanvi Ganesh Lonkar, Madhur Mittal, Dev Patel, Freida Pinto
- Il curioso caso di Benjamin Button (The Curious Case of Benjamin Button)
Mahershala Ali, Cate Blanchett, Jason Flemyng, Jared Harris, Taraji P. Henson, Elia Koteas, Julia Ormond, Brad Pitt, Phyllis Somerville, Tilda Swinton
- Il dubbio (Doubt)
Amy Adams, Viola Davis, Phillip Seymour Hoffman, Meryl Streep
- Frost/Nixon - Il duello (Frost/Nixon)
Kevin Bacon, Rebecca Hall, Toby Jones, Frank Langella, Matthew MacFadyen, Oliver Platt, Sam Rockwell, Michael Sheen
- Milk
Josh Brolin, Joseph Cross, James Franco, Victor Garber, Emile Hirsch, Diego Luna, Denis O'Hare, Sean Penn, Alison Pill

### Migliori controfigure
- Il cavaliere oscuro (The Dark Knight)
- Hellboy - The Golden Army (Hellboy II: The Golden Army)
- Indiana Jones e il regno del teschio di cristallo (Indiana Jones and the Kingdom of the Crystal Skull)
- Iron Man
- Wanted - Scegli il tuo destino (Wanted)

## Televisione

### Migliore attore in un film televisivo o miniserie
- Paul Giamatti – John Adams
- Ralph Fiennes – Bernard & Doris - Complici amici (Bernard and Doris)
- Kevin Spacey – Recount
- Kiefer Sutherland – 24: Redemption
- Tom Wilkinson – John Adams

### Migliore attrice in un film televisivo o miniserie
- Laura Linney – John Adams
- Laura Dern – Recount
- Shirley MacLaine – Coco Chanel
- Phylicia Rashād – A Raisin in the Sun - Un grappolo di sole (A Raisin in the Sun)
- Susan Sarandon – Bernard & Doris - Complici amici (Bernard and Doris)

### Migliore attore in una serie drammatica
- Hugh Laurie – Dr. House - Medical Division (House, M.D.)
- Michael C. Hall – Dexter
- Jon Hamm – Mad Men
- William Shatner – Boston Legal
- James Spader – Boston Legal

### Migliore attrice in una serie drammatica
- Sally Field – Brothers & Sisters - Segreti di famiglia
- Mariska Hargitay – Law & Order: Unità Speciale (Law & Order: Special Victims Unit)
- Holly Hunter – Saving Grace
- Elisabeth Moss – Mad Men
- Kyra Sedgwick – The Closer

### Migliore attore protagonista in una serie commedia
- Alec Baldwin – 30 Rock
- Steve Carell – The Office
- David Duchovny – Californication
- Jeremy Piven – Entourage
- Tony Shalhoub – Detective Monk (Monk)

### Migliore attrice protagonista in una serie commedia
- Tina Fey – 30 Rock
- Christina Applegate – Samantha chi? (Samantha Who?)
- America Ferrera – Ugly Betty
- Mary-Louise Parker – Weeds
- Tracey Ullman – Tracey Ullman's State of the Union

### Migliore cast in una serie drammatica
- Mad Men
Bryan Batt, Alison Brie, Michael Gladis, Jon Hamm, Christina Hendricks, January Jones, Vincent Kartheiser, Robert Morse, Mark Moses, Elisabeth Moss, Kiernan Shipka, John Slattery, Rich Sommer, Aaron Staton
- Boston Legal
Candice Bergen, Saffron Burrows, Christian Clemenson, Taraji P. Henson, John Larroquette, William Shatner, James Spader, Tara Summers, Gary Anthony Williams
- The Closer
G. W. Bailey, Michael Paul Chan, Raymond Cruz, Tony Denison, Robert Gossett, Philip P. Keene, Gina Ravera, Corey Reynolds, Kyra Sedgwick, J. K. Simmons, Jon Tenney
- Dexter
Preston Bailey, Julie Benz, Jennifer Carpenter, Valerie Cruz, Kristin Dattilo, Michael C. Hall, Desmond Harrington, C. S. Lee, Jason Manuel Olazabal, David Ramsey, James Remar, Christina Robinson, Jimmy Smits, Lauren Velez, David Zayas
- Dr. House - Medical Division (House, M.D.)
Lisa Edelstein, Omar Epps, Peter Jacobson, Hugh Laurie, Robert Sean Leonard, Jennifer Morrison, Kal Penn, Jesse Spencer, Olivia Wilde

### Migliore cast in una serie commedia
- 30 Rock
Scott Adsit, Alec Baldwin, Katrina Bowden, Kevin Brown, Grizz Chapman, Tina Fey, Judah Friedlander, Jane Krakowski, John Lutz, Jack McBrayer, Tracy Morgan, Maulik Pancholy, Keith Powell
- Desperate Housewives
Kendall Applegate, Andrea Bowen, Charles Carver, Max Carver, Ricardo Antonio Chavira, Gary Cole, Marcia Cross, Dana Delany, James Denton, Lindsey Fonseca, Rachel Fox, Teri Hatcher, Zane Huett, Felicity Huffman, Kathryn Joosten, Brent Kinsman, Shane Kinsman, Joy Lauren, Eva Longoria Parker, Kyle MacLachlan, Neal McDonough, Joshua Logan Moore, Shawn Pyfrom, Doug Savant, Dougray Scott, Nicollette Sheridan, Brenda Strong
- Entourage
Kevin Connolly, Kevin Dillon, Jerry Ferrara, Adrian Grenier, Rex Lee Lloyd, Jeremy Piven, Perrey Reeves
- The Office
Leslie David Baker, Brian Baumgartner, Creed Bratton, Steve Carell, Jenna Fischer, Kate Flannery, Melora Hardin, Ed Helms, Mindy Kaling, Angela Kinsey, John Krasinski, Paul Lieberstein, B. J. Novak, Oscar Nuñez, Phyllis Smith, Rainn Wilson
- Weeds
Demián Bichir, Julie Bowen, Enrique Castillo, Guillermo Diaz, Alexander Gould, Allie Grant, Justin Kirk, Hemky Madera, Andy Milder, Kevin Nealon, Mary-Louise Parker, Hunter Parrish, Elizabeth Perkins, Jack Stehlin

### Migliori controfigure
- Heroes
- The Closer
- Friday Night Lights
- Prison Break
- The Unit

## SAG Annual Life Achievement Award
- James Earl Jones